# Brani musicali al numero uno in Italia (2011)
La presente lista elenca le canzoni che hanno raggiunto la prima posizione nella classifica settimanale italiana Top Singoli, stilata durante il 2011 dalla Federazione Industria Musicale Italiana, in collaborazione con la GfK Retail and Technology Italia.

## Classifica
| Inizio settimana | Brano                | Artista/i                    | Totale settimane al numero 1 |
| ---------------- | -------------------- | ---------------------------- | ---------------------------- |
| 3 gennaio        | Tutto l'amore che ho | Jovanotti                    | 7                            |
| 10 gennaio       | Tutto l'amore che ho | Jovanotti                    | 7                            |
| 17 gennaio       | Rolling in the Deep  | Adele                        | 3                            |
| 24 gennaio       | Rolling in the Deep  | Adele                        | 3                            |
| 31 gennaio       | Rolling in the Deep  | Adele                        | 3                            |
| 7 febbraio       | Eh... già            | Vasco Rossi                  | 1                            |
| 14 febbraio      | Arriverà             | Modà feat. Emma Marrone      | 5                            |
| 21 febbraio      | Arriverà             | Modà feat. Emma Marrone      | 5                            |
| 28 febbraio      | Arriverà             | Modà feat. Emma Marrone      | 5                            |
| 7 marzo          | Arriverà             | Modà feat. Emma Marrone      | 5                            |
| 14 marzo         | Arriverà             | Modà feat. Emma Marrone      | 5                            |
| 21 marzo         | On the Floor         | Jennifer Lopez feat. Pitbull | 4                            |
| 28 marzo         | On the Floor         | Jennifer Lopez feat. Pitbull | 4                            |
| 4 aprile         | On the Floor         | Jennifer Lopez feat. Pitbull | 4                            |
| 11 aprile        | On the Floor         | Jennifer Lopez feat. Pitbull | 4                            |
| 18 aprile        | Mr. Saxobeat         | Alexandra Stan               | 4                            |
| 25 aprile        | Mr. Saxobeat         | Alexandra Stan               | 4                            |
| 2 maggio         | Mr. Saxobeat         | Alexandra Stan               | 4                            |
| 9 maggio         | Mr. Saxobeat         | Alexandra Stan               | 4                            |
| 16 maggio        | Danza kuduro         | Don Omar feat. Lucenzo       | 10                           |
| 23 maggio        | Danza kuduro         | Don Omar feat. Lucenzo       | 10                           |
| 30 maggio        | Danza kuduro         | Don Omar feat. Lucenzo       | 10                           |
| 6 giugno         | Danza kuduro         | Don Omar feat. Lucenzo       | 10                           |
| 13 giugno        | Danza kuduro         | Don Omar feat. Lucenzo       | 10                           |
| 20 giugno        | Danza kuduro         | Don Omar feat. Lucenzo       | 10                           |
| 27 giugno        | Danza kuduro         | Don Omar feat. Lucenzo       | 10                           |
| 4 luglio         | Danza kuduro         | Don Omar feat. Lucenzo       | 10                           |
| 11 luglio        | Danza kuduro         | Don Omar feat. Lucenzo       | 10                           |
| 18 luglio        | Danza kuduro         | Don Omar feat. Lucenzo       | 10                           |
| 25 luglio        | Shimbalaiê           | Maria Gadú                   | 5                            |
| 1º agosto        | Shimbalaiê           | Maria Gadú                   | 5                            |
| 8 agosto         | Shimbalaiê           | Maria Gadú                   | 5                            |
| 15 agosto        | Shimbalaiê           | Maria Gadú                   | 5                            |
| 22 agosto        | Shimbalaiê           | Maria Gadú                   | 5                            |
| 29 agosto        | I soliti             | Vasco Rossi                  | 2                            |
| 5 settembre      | I soliti             | Vasco Rossi                  | 2                            |
| 12 settembre     | Benvenuto            | Laura Pausini                | 1                            |
| 19 settembre     | Someone like You     | Adele                        | 11                           |
| 26 settembre     | Someone like You     | Adele                        | 11                           |
| 3 ottobre        | Someone like You     | Adele                        | 11                           |
| 10 ottobre       | Someone like You     | Adele                        | 11                           |
| 17 ottobre       | Someone like You     | Adele                        | 11                           |
| 24 ottobre       | Someone like You     | Adele                        | 11                           |
| 31 ottobre       | Someone like You     | Adele                        | 11                           |
| 7 novembre       | Someone like You     | Adele                        | 11                           |
| 14 novembre      | Someone like You     | Adele                        | 11                           |
| 21 novembre      | Someone like You     | Adele                        | 11                           |
| 28 novembre      | Someone like You     | Adele                        | 11                           |
| 5 dicembre       | Ai se eu te pego     | Michel Teló                  | 4                            |
| 12 dicembre      | Ai se eu te pego     | Michel Teló                  | 4                            |
| 19 dicembre      | Ai se eu te pego     | Michel Teló                  | 4                            |
| 26 dicembre      | Ai se eu te pego     | Michel Teló                  | 4                            |

- Someone Like You  di Adele, con 11 settimane consecutive di permanenza alla numero uno, è il singolo che ha passato più tempo in vetta alla classifica nel 2011.

## Classifica fine anno
| Brano               | Artista/i                         | Certificazione |
| ------------------- | --------------------------------- | -------------- |
| Someone like You    | Adele                             | Multiplatino   |
| Mr. Saxobeat        | Alexandra Stan                    | Multiplatino   |
| Danza kuduro        | Don Omar                          | Multiplatino   |
| On the Floor        | Jennifer Lopez feat. Pitbull      | Multiplatino   |
| Rolling in the deep | Adele                             | Multiplatino   |
| Eh... già           | Vasco Rossi                       | Multiplatino   |
| Arriverà            | Modà e Emma                       | Multiplatino   |
| Ai Se Eu Te Pego    | Michel Teló                       | Multiplatino   |
| Moves like Jagger   | Maroon 5 feat. Christina Aguilera | Multiplatino   |
| Tranne te           | Fabri Fibra                       | Multiplatino   |

Fonte